# اچ‌ام‌سی‌اس شامپلن (۱۹۱۹)
اچ‌ام‌سی‌اس شامپلن (۱۹۱۹) (به انگلیسی: HMCS Champlain (1919)) یک کشتی است که طول آن ۲۷۶ فوت (۸۴ متر) می‌باشد. این کشتی در سال ۱۹۱۸ ساخته شد.